# 維塔涅市鎮
維塔涅市鎮（斯洛維尼亞語： 發音：[ˈʋiːtanjɛ]），是斯洛維尼亞東北部波霍列山脈的一個市镇，行政中心为維塔涅。市镇面积为65平方公里，2018年人口数量为2,262人。該市鎮是下施蒂里亞傳統地區的一部分，現在包括在薩維尼亞統計區。

## 聚居地
除行政中心維塔涅之外，該市鎮還包括如下聚居地：
- Brezen
- Hudinja
- Ljubnica
- Paka
- Spodnji Dolič
- Stenica
- Vitanjsko Skomarje

## 外部連結
- 官方网站  （斯洛文尼亚文）
- Municipality of Vitanje （页面存档备份，存于） at Geopedia